# This Old Heart
"This Old Heart" é uma canção escrita por James Brown e gravada por Brown e The Famous Flames. Embora tenha sido gravada em um estilo  rhythm and blues, se originou de uma música country. Lançada como single em 1960, alcançou o número 20 da parada R&B e número 79 da parada Pop. Foi o último lançamento do grupo pela Federal Records antes de mudarem para o selo parente, a King Records. Foi também uma de suas primeiras canções a serem lançadas no Reino Unido (pela Fontana).